# 6 Lyncis
6 Lyncis (6 Lyn, HD 45410) è una stella subgigante arancione di classe spettrale K0IV, situata a circa 182 anni luce di distanza dalla Terra, nella costellazione della Lince. La stella ha un raggio 5,2 volte maggiore di quello del Sole ed è 15 volte più luminosa. Ha una massa 1,7 volte quella solare e ha iniziato ad espandersi e raffreddarsi; in futuro diventerà una vera e propria gigante aumentando ancora le sue dimensioni. Ha una magnitudine apparente di 5,86 e una magnitudine assoluta pari a 2,10. La sua velocità di rotazione è di 1,32 km/s.
Si ritiene che prima di diventare subgigante, 6 Lyncis fosse una stella di sequenza principale di tipo A o F.

## Sistema planetario
Nel luglio 2008, il pianeta 6 Lyncis b è stato annunciato da Sato et al. (2008), insieme a 14 Andromedae b e 81 Ceti b. Il pianeta trovato ha una massa minima di 2 masse gioviane e un periodo orbitale intorno alla propria stella di 934 giorni.
| Pianeta | Massa    | Periodo orb.     | Sem. maggiore | Eccentricità | Scoperta |
| ------- | -------- | ---------------- | ------------- | ------------ | -------- |
| b       | ≥2,01 MJ | 934,3±8,6 giorni | 2,11 UA       | 0,073        | 2008     |